# Gedő Lipót
Gedő Lipót, született Groszman (Túrkeve, 1887. október 5. – New York, USA, 1952. július 28.) magyar grafikus, karikaturista, festő. 

## Élete
Groszman Herman (Ármin) metsző és Sirman Johanna (Janka) fia. A budapesti Képzőművészeti Főiskolán Ferenczy Károly tanítványa volt, majd Münchenben folytatta tanulmányait. 1914-ben rendezte első gyűjteményes kiállítását a budapesti Művészházban, s nem sokkal később behívták katonának. Betegsége miatt rövidesen leszerelt. 1914 és 1916 között a Prager Tageblatt munkatársa volt és 1915-ben Prágában rendezett kiállítást. Az első világháború után a Mefisztó, Az Ojság, a Szilveszteri Malac újságokban is publikált. 1919-ben szabadiskolát alapított Herman Lipóttal, ahol ingyenesen foglalkoztak tehetséges fiatalokkal. 1921-től Berlinben az Ullstein Lapkiadó Vállalatnál készített illusztrációkat, s később Bécsben a Die Stundénél működött mint karikaturista. 1920-tól tizennégy éven át foglalkoztatta a Borsszem Jankó című élclap. 1923-ban jelent meg a száz osztrák közéleti férfit ábrázoló albuma. Ő indította el a Bécsben egy éven át megjelenő Servus című élclapot, melynek egy személyben szerkesztője és rajzolója is volt. 1927 és 1938 között Magyarországon működött. Ez idő alatt rajzolt a Reggeli Újság, Színházi Élet, Nyíl, Krix-Krax, Tolnai Világlapja, Független Szemle, Tükör, Pesti Hírlap Vasárnapja, Az Újság, Tűzhely, Remény, Új Idők, Pesti Futár, Figaró, Délibáb, Színházi Magazin című lapoknak. 1928-ban részt vett a Munkácsy-céh képzőművészeti társulat megalakításában. 1931-ben jelent meg a Magyar műgyűjtők és bibliofilek című karikatúraalbuma és ugyanebben az évben az Ernst Múzeumban kollektív kiállítást tartott. 1933-tól Budapesten három gyűjteményes kiállítása volt. 1936-ban kiadott Janiból Jonny lesz című ifjúsági regényét maga illusztrálta. 1938-tól Párizsban, majd New Yorkban élt.

## Díjai
- Szinyei Társaság grafikai díja (1934)